# Long Barn
Long Barn es un lugar designado por el censo ubicado en el condado de Tuolumne en el estado estadounidense de California. En el año 2010 tenía una población de 155 habitantes.

## Geografía
Long Barn se encuentra ubicado en las coordenadas 37°5′24″N 120°8′17″O / 37.09000, -120.13806.